# 人民北路站
人民北路站位于中華人民共和國四川省成都市金牛区一环路北二段与人民北路的交叉路口，沿一环路呈东西方向布置，是成都地铁1号线与6号线的地下岛式站台换乘站，1号线车站于2010年9月27日启用，6号线车站于2020年12月18日启用。因位于人民北路而得名。

## 车站结构
人民北路站1号线部分为13米岛式站台车站，标准段宽度22.7米，车站长度229米，本站共设8个出入口、2组风亭，是6号线与1号线的换乘站。站厅层有通道与成都金牛万达广场和龙湖上城天街负一层相连。
|                   |  | 1号线往韦家碾（火车北站）       |
| 島式 · 開左邊车门 |  |                                 |
|                   |  | 1号线往科学城或五根松（文殊院） |

|                                  |  | 6号线往望丛祠（西北桥） |
| 島式 · 開左邊车门 · 无障碍卫生间 |  |                         |
|                                  |  | 6号线往兰家沟（梁家巷） |

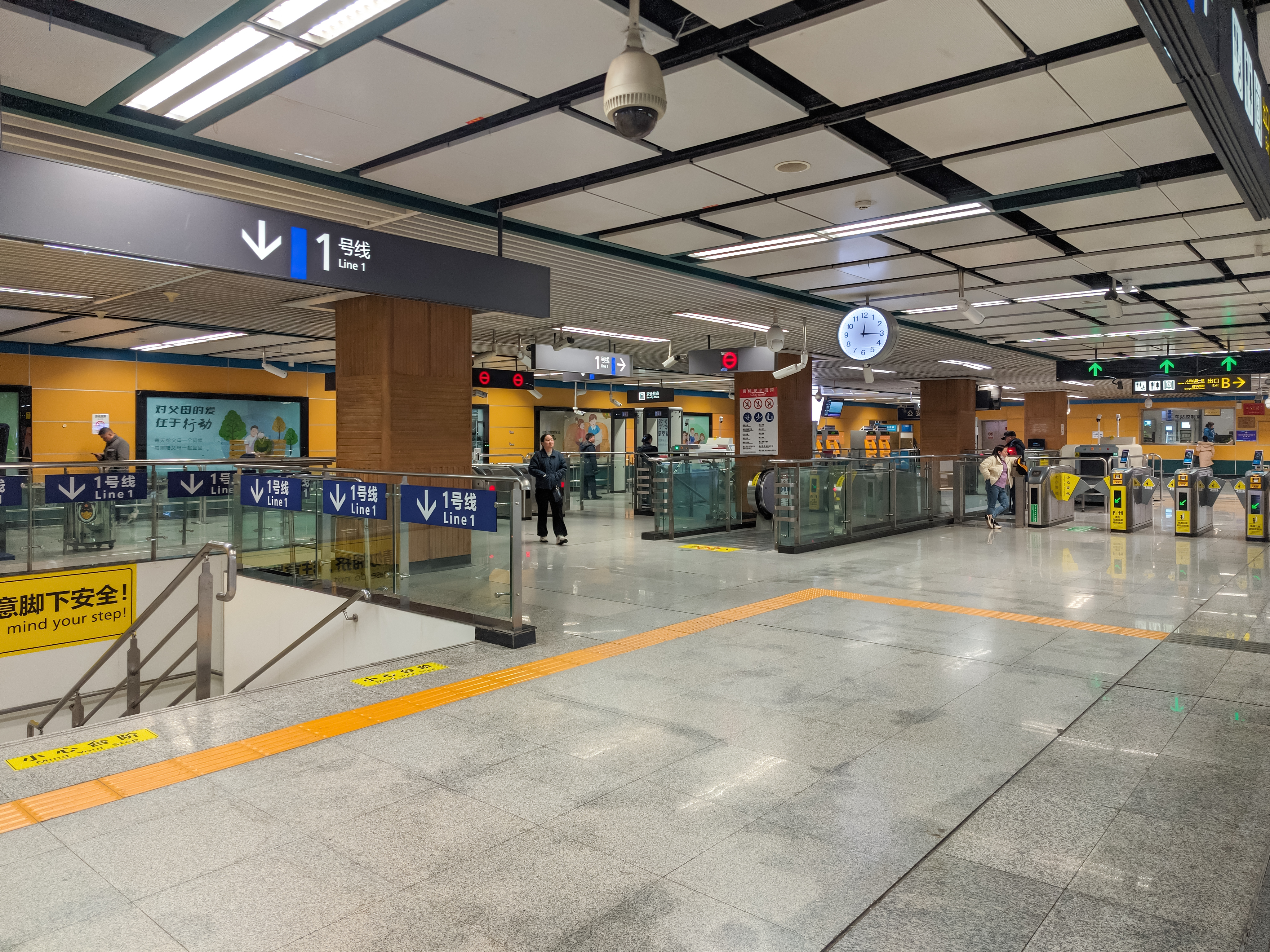
1号线站厅层
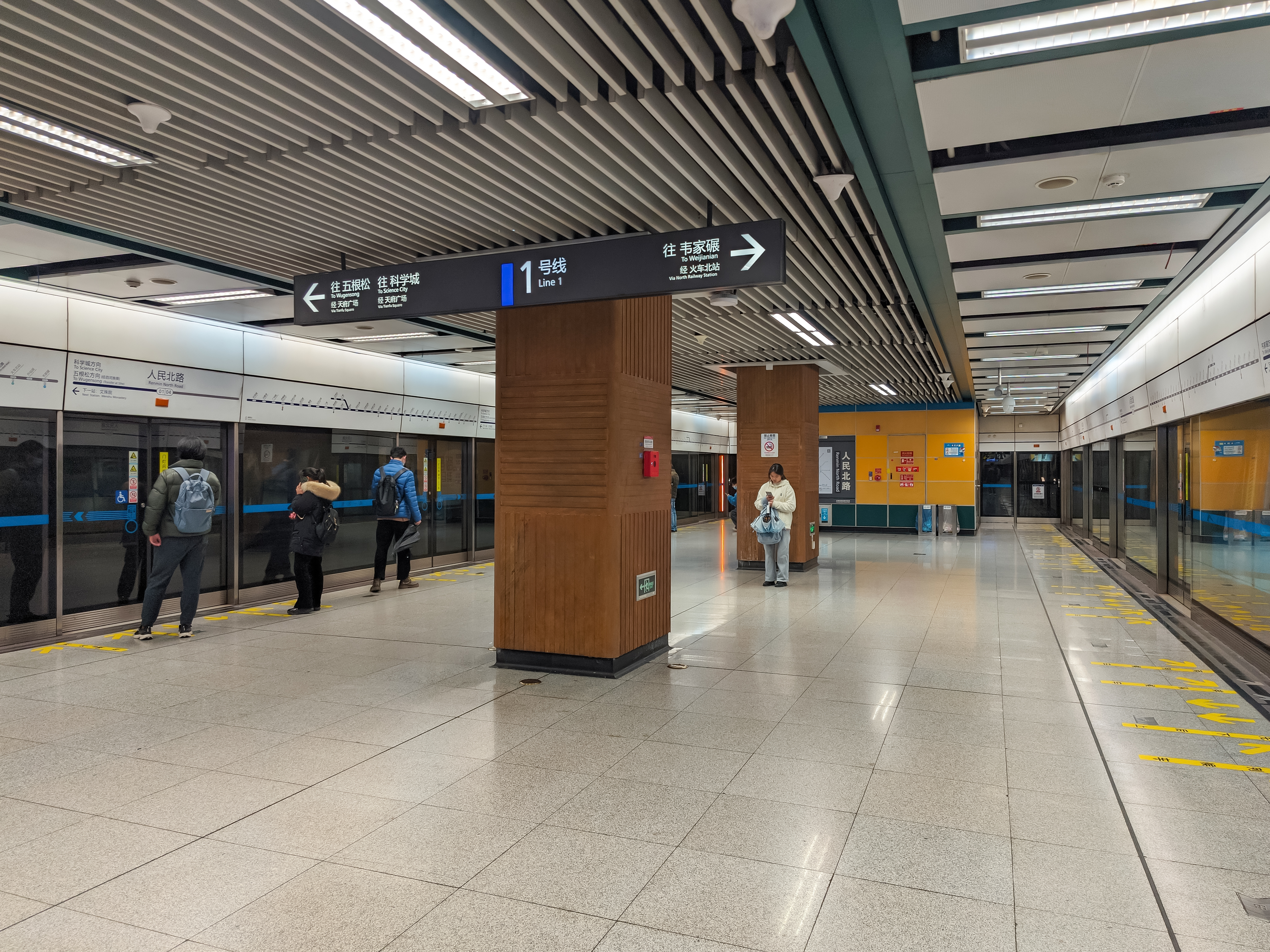
1号线站台层
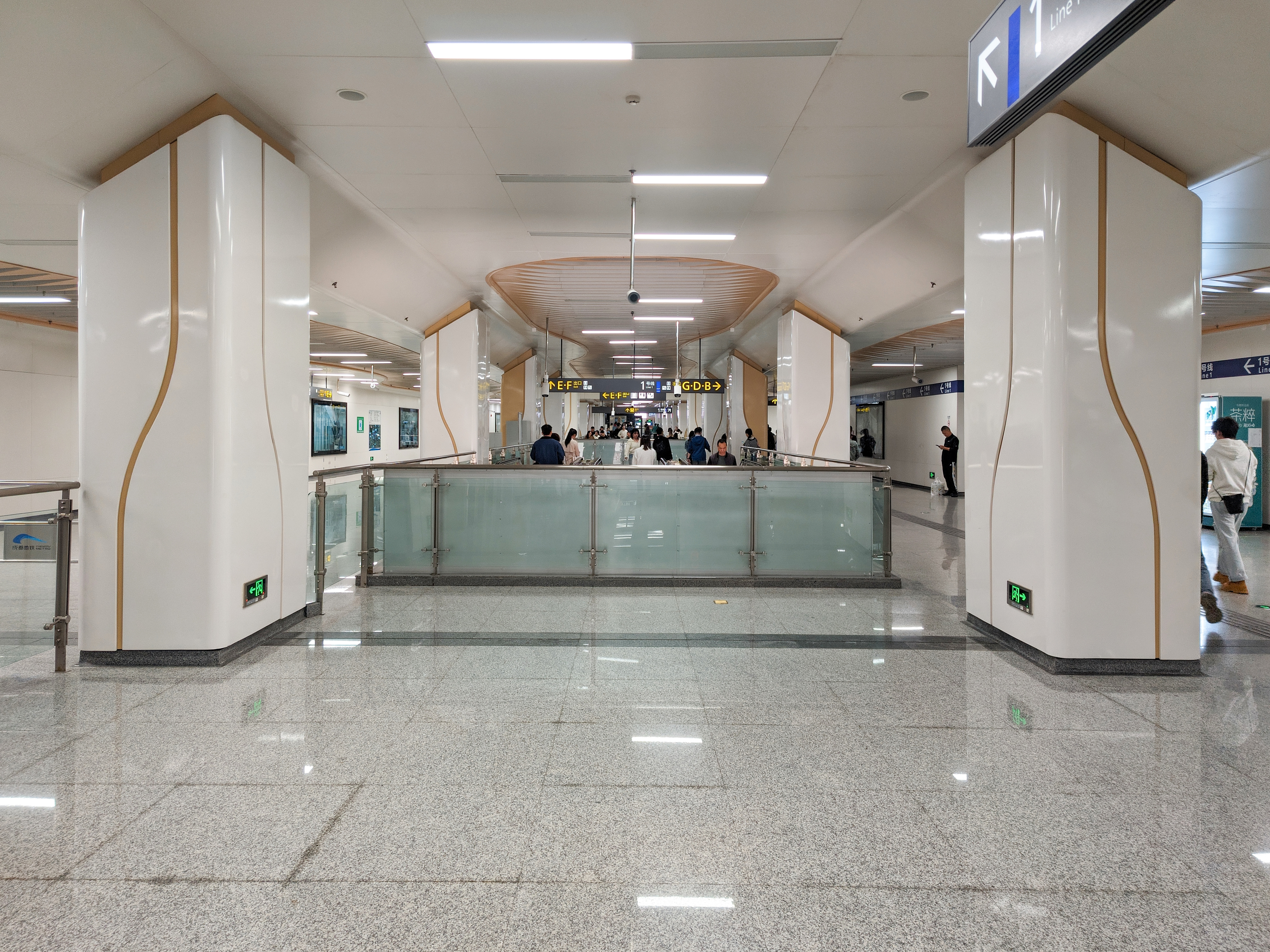
6号线站厅层
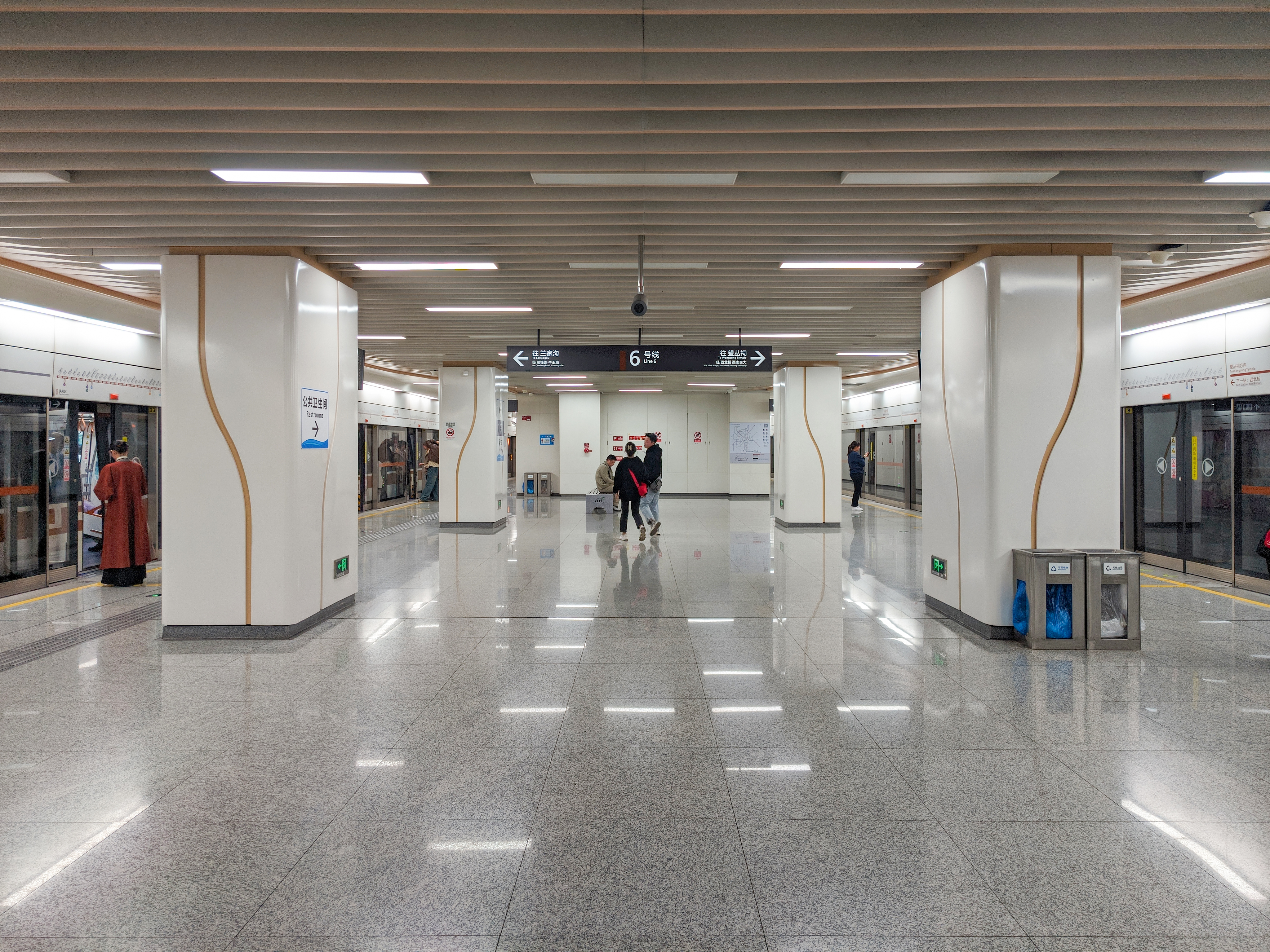
6号线站台层
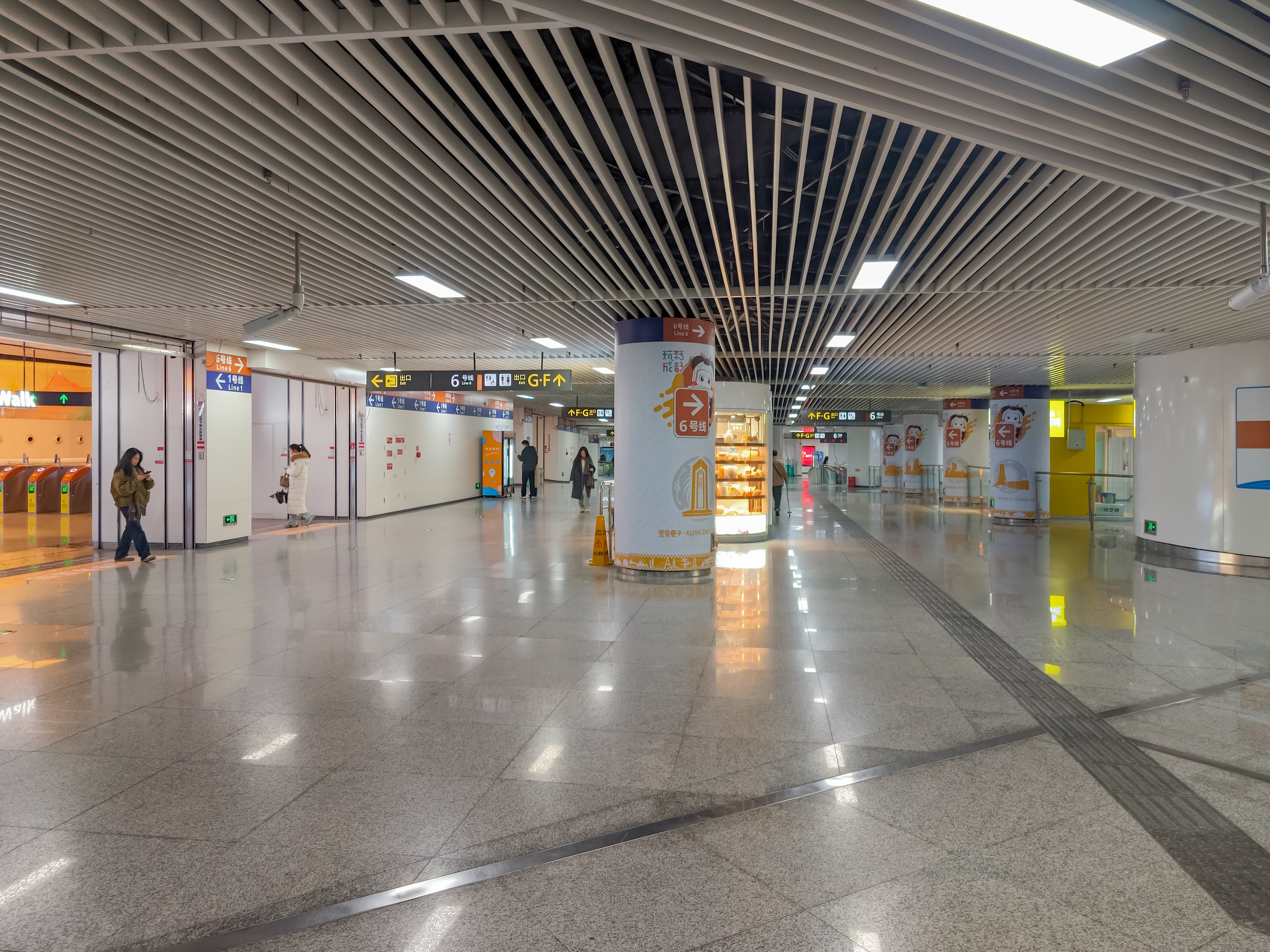
换乘通道
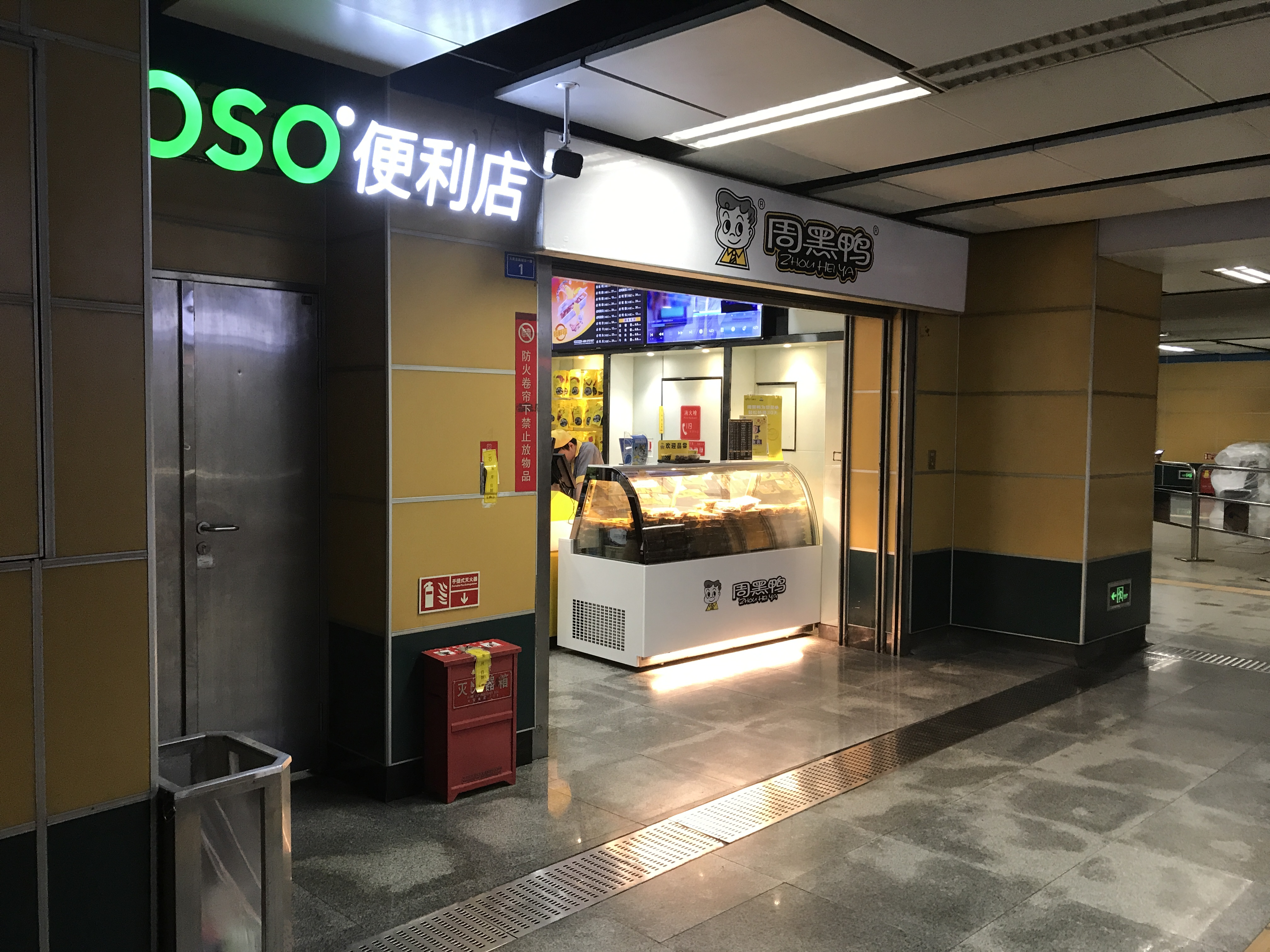
站内商店
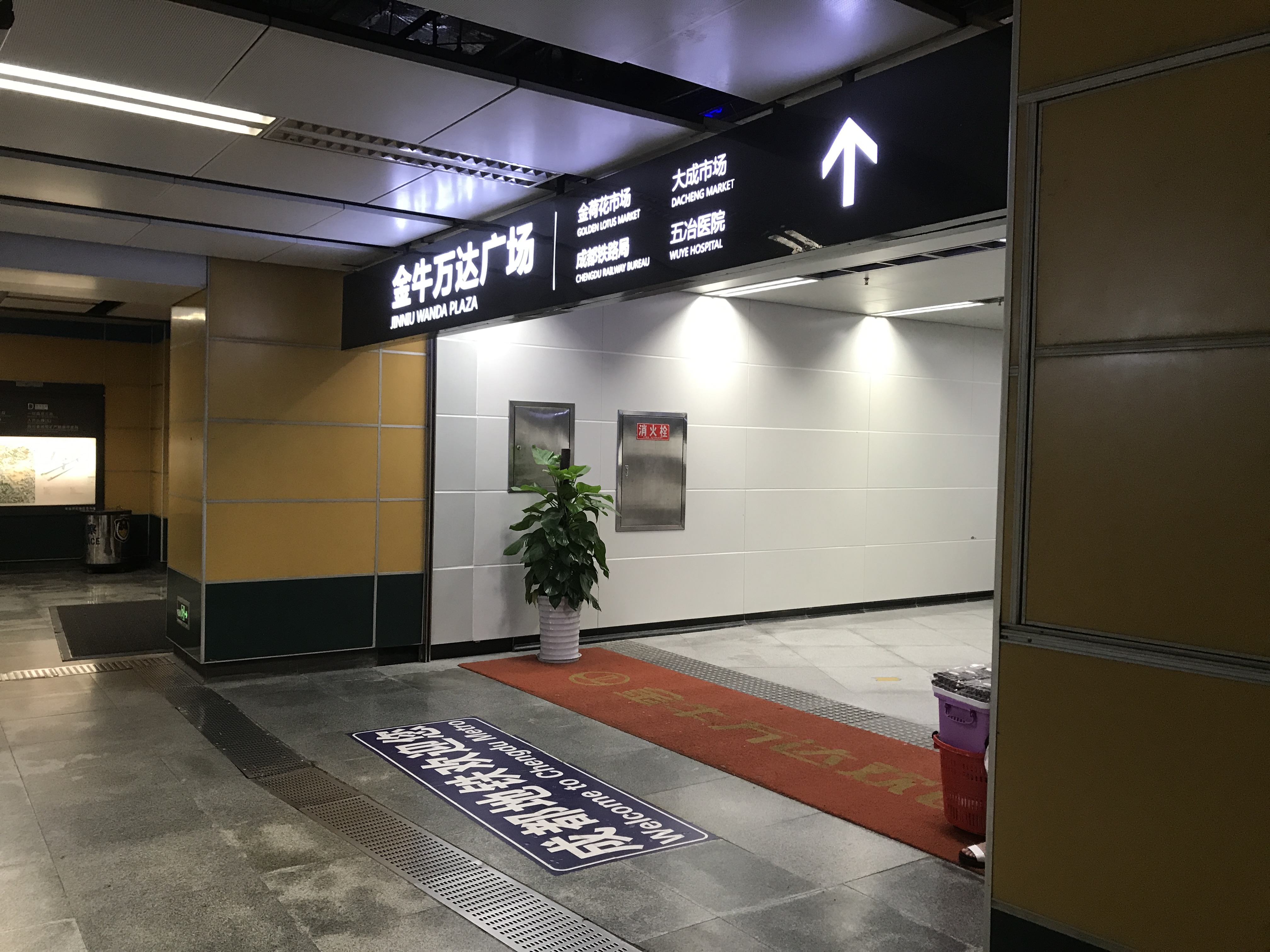
连接成都金牛万达广场的通道
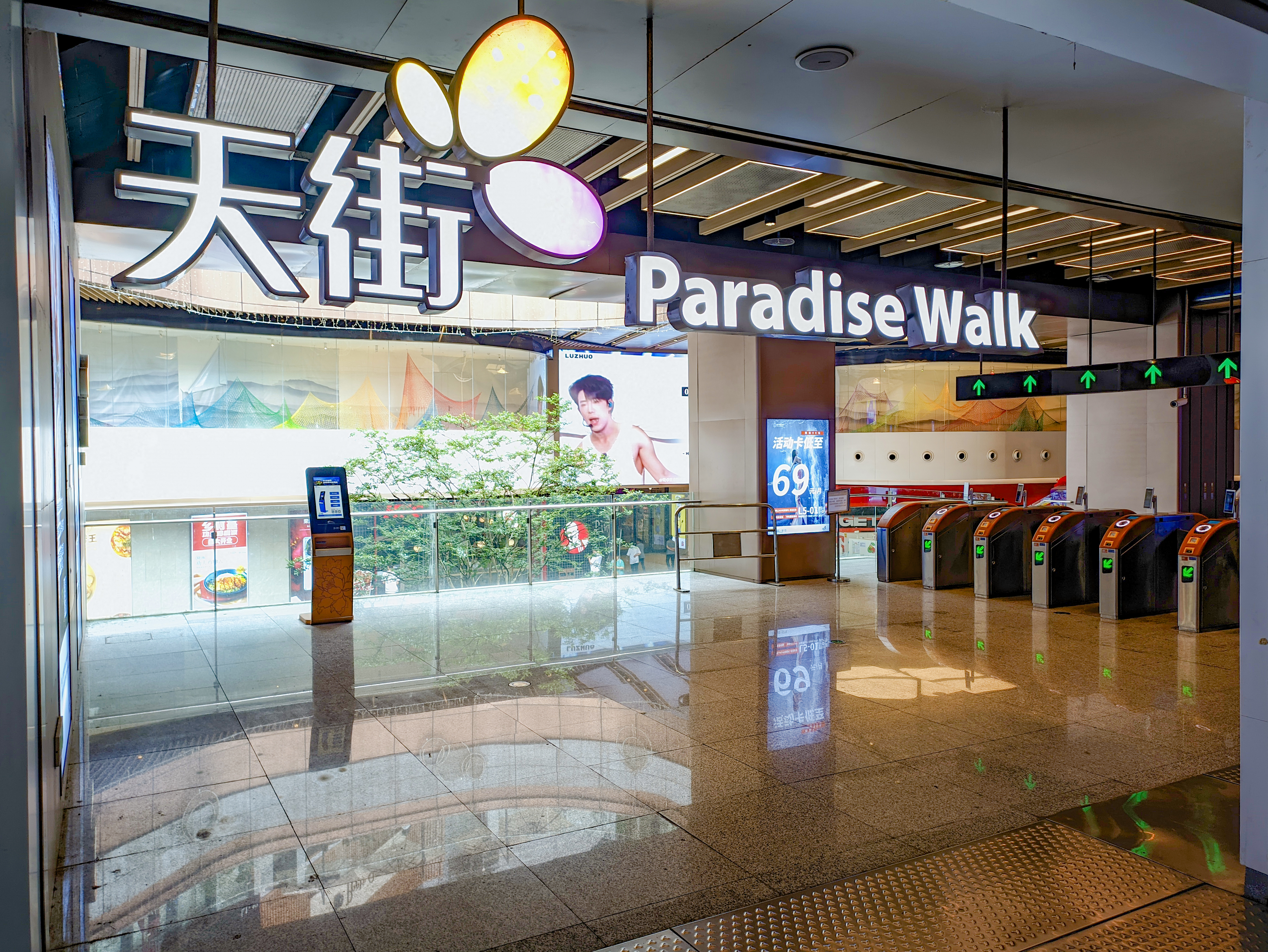
连接龙湖上城天街的通道

## 出入口
人民北路站目前开放6个出入口，另有若干地下通道直接连接毗邻的龙湖上城天街与金牛万达广场两大商业体。
|                |                         |                            |      |
|                |                         |                            |      |
| 编号           | 设施                    | 指示                       | 照片 |
| 连通 1号线站厅 |                         |                            |      |
|                | 无障碍电梯 无障碍卫生间 | 人民北路一段、成华西街     |      |
| 出口 · D       |                         | 一环路北三段、人民北路一段 |      |
| 连通 6号线站厅 |                         |                            |      |
| 出口 · E · 1   | 无障碍电梯              | 人民北路二段、北站西三巷   |      |
| 出口 · E · 2   |                         | 一环路北二段、人民北路二段 |      |
| 出口 · F       | 无障碍卫生间            | 一环路北二段、北站西一路   |      |
| 出口 · G       |                         | 一环路北二段、成华西街     |      |

## 公交换乘
11路, 16路, 27路, 28路, 32路, 34路, 54路, 55路, 57路, 73路, 83路, 106路, 113路, 298夜间专线, 342路, 快线G34路等。

## 历史
- 2006年11月22日，1号线车站启动建设[5]。
- 2007年2月1日，1号线车站进入主体施工[6]。
- 2010年2月5日，1号线车站拆除围挡[7]。
- 2010年9月27日，1号线车站启用[2]。
- 2020年12月18日，6号线车站启用。
- 2023年7月，本站英文名由Renmin Rd. North改为Renmin North Road。